# Wojny drapieżców
Wojny drapieżców (ang. In Old Oklahoma albo tyt. alter. War of the Wildcats) – amerykański film z 1943 roku w reżyserii Alberta S. Rogella.

## Obsada
- John Wayne
- Martha Scott
- Albert Dekker
- Gabby Hayes
- Marjorie Rambeau
- Dale Evans
- Grant Withers
- Sidney Blackmer
- Paul Fix
- Cecil Cunningham
- Irving Bacon
- Byron Foulger

## Nagrody i nominacje
| Nazwa nagrody | Wygrane            | Nominacje |
| ------------- | ------------------ | --- |
| Oscar         | 1944 bez rezultatu | 1944 Najlepsza muzyka w dramacie lub komedii Walter Scharf Najlepszy dźwięk Daniel J. Bloomberg Republic SSD |